# Goranboy (Stadt)
Goranboy ist eine Stadt in Aserbaidschan und Bezirkszentrum des Rayons Goranboy, knapp 40 km östlich der Großstadt Gəncə. Der Ort hat 7.500 Einwohner (Stand: 2021). 2014 betrug die Einwohnerzahl etwa 6.800.

## Geschichte
Nahe Goranboy existierten in früheren Zeiten albanische Siedlungen. Am 8. August 1930 wurde das Dorf Verwaltungssitz eines nach dem kommunistischen Revolutionär Qasım İsmayılov (1885–1922) benannten, neu gebildeten Rayons. Ab 8. September 1938 trug auch das Dorf diese Bezeichnung (russisch Касум-Исмаилов, Kassum-Ismailow). Am 19. Juli 1958 erhielt der Ort den Status einer Siedlung städtischen Typs und am 2. August 1966 die Stadtrechte. Seit 1991 heißt die Stadt wieder Goranboy.

## Söhne und Töchter der Stadt
- Vüqar Aslanov (* 1964), Schriftsteller und Journalist
- Telman Əliyev (* 1947), Schauspieler